# Het Rijk der Vrouw
Het Rijk der Vrouw was een Belgisch tijdschrift dat werd uitgegeven door uitgeverij J. Hoste.
Het was het Vlaamse zusterblad van Femmes d'Aujourd'hui.

## Geschiedenis
Het blad werd opgericht in 1924. Het eerste tijdschrift verscheen op 3 januari 1925.
In 1975 werd het weekblad, samen met zusterblad Femmes d'Aujourd'hui door uitgeverij Almaspar verkocht aan uitgeverij J. Hoste, de Waalse zakenman Maurice Brébart en uitgeverij Sparta.  Hierdoor ontstond een eerste samenwerkingsverband tussen de uitgeverijen J. Hoste en Sparta, waaruit later De Persgroep zou ontstaan.
In 1976, toen De Standaard N.V. failliet ging, nam het voorgenoemde consortium de titel Ons Volk van hen over. Dit tijdschrift werd vervolgens een kopblad van Het Rijk der Vrouw.
In 1990 vond er opnieuw een fusie plaats. Door het faillissement van Het Rijk der Vrouw werd de titel verkocht aan de Tijdschriften Uitgevers Maatschappij (TUM), alwaar het blad opging in Libelle. De naam Het Rijk der Vrouw werd vanaf 1991 de ondertitel van dat blad.